# Stéphane Jourat
Stéphane Jourat (* 1924 in Lüttich; † 8. April 1995) war ein belgischer Schriftsteller.
Er veröffentlichte seine Bücher hauptsächlich im französischen Verlag Fleuve noir und oft unter folgenden Pseudonymen: Christopher Stork, Benoît Becker, Ovide Jouravleff.

## Werke
- L’Affaire Jaccoud. Fleuve Noir, 1992
- Chemins battus.[1]
- Entends, ma chère, entends; für dieses Werk erhielt Jourat 1958 den Prix Victor Rossel, einen belgischen Literaturpreis.